# Korsze (stacja kolejowa)
Korsze – stacja kolejowa w Korszach, w województwie warmińsko-mazurskim, w Polsce. Według klasyfikacji PKP ma kategorię dworca lokalnego.

## Ruch pasażerski
| Rok  | Wymiana pasażerska na dobę |
| ---- | -------------------------- |
| 2017 | 300-499                    |
| 2022 | 300-499                    |